# Calciatore dell'anno (Lituania)
Il Calciatore lituano dell'anno (Geriausias Lietuvos futbolininkas) è un premio calcistico assegnato al miglior calciatore lituano.

## Albo d'oro
- 1965 - Petras Glodenis,  Žalgiris Vilnius
- 1966 - Gintautas Kaledinskas,  Žalgiris Vilnius
- 1967 - Stanislovas Ramelis,  Žalgiris Vilnius
- 1968 - Stanislovas Ramelis,  Žalgiris Vilnius
- 1969 - Juzefas Jurgelevičius,  Žalgiris Vilnius
- 1970 - Romualdas Juška,  Žalgiris Vilnius
- 1971 - Benjaminas Zelkevičius,  Žalgiris Vilnius
- 1972 - Benjaminas Zelkevičius,  Žalgiris Vilnius
- 1973 - Petras Glodenis,  Žalgiris Vilnius
- 1974 - Algirdas Žilinskas,  Žalgiris Vilnius
- 1975 - Vytautas Dirmeikis,  Žalgiris Vilnius
- 1976 - Eugenijus Riabovas,  Žalgiris Vilnius
- 1977 - Eugenijus Riabovas,  Žalgiris Vilnius
- 1978 - Eugenijus Riabovas,  Žalgiris Vilnius
- 1979 - Stanislovas Danisevičius,  Žalgiris Vilnius
- 1980 - Juzefas Jurgelevičius,  Žalgiris Vilnius
- 1981 - Vytautas Dirmeikis,  Žalgiris Vilnius
- 1982 - Sigitas Jakubauskas,  Žalgiris Vilnius
- 1983 - Valdas Kasparavičius,  Žalgiris Vilnius
- 1984 - Stanislovas Danisevičius,  Žalgiris Vilnius
- 1985 - Arminas Narbekovas,  Žalgiris Vilnius
- 1986 - Arminas Narbekovas,  Žalgiris Vilnius
- 1987 - Arminas Narbekovas,  Žalgiris Vilnius
- 1988 - Arminas Narbekovas,  Žalgiris Vilnius
- 1989 - Valdemaras Martinkėnas,  Žalgiris Vilnius
- 1990 - Valdas Ivanauskas,  Austria Vienna

- 1991 - Valdas Ivanauskas,  Austria Vienna
- 1992 - Valdemaras Martinkėnas,  Dinamo Kiev
- 1993 - Valdas Ivanauskas,  Amburgo
- 1994 - Valdas Ivanauskas,  Amburgo
- 1995 - Gintaras Staučė,  Karsiyaka Izmir
- 1996 - Gintaras Staučė,  Sariyerspor
- 1997 - Edgaras Jankauskas,  Club Bruges
- 1998 - Edgaras Jankauskas,  Club Bruges
- 1999 - Saulius Mikalajūnas,  Uralan Elista
- 2000 - Edgaras Jankauskas,  Real Sociedad
- 2001 - Edgaras Jankauskas,  Real Sociedad
- 2002 - Raimondas Žutautas,  Maccabi Haifa
- 2003 - Robertas Poškus,  Krylya Sovetov Samara
- 2004 - Edgaras Jankauskas,  Nizza
- 2005 - Deividas Šemberas,  CSKA Mosca
- 2006 - Tomas Danilevičius,  Livorno
- 2007 - Tomas Danilevičius,  Bologna
- 2008 - Marius Stankevičius,  Sampdoria
- 2009 - Marius Stankevičius,  Sampdoria
- 2010 - Darvydas Šernas,  Widzew Łódź
- 2011 - Žydrūnas Karčemarskas,  Gaziantepspor
- 2012 - Žydrūnas Karčemarskas,  Gaziantepspor
- 2013 - Mindaugas Kalonas,  Ravan Baku/ FK Baku
- 2014 - Giedrius Arlauskis,  Steaua Bucarest
- 2015 - Lukas Spalvis,  Aalborg
- 2016 - Fiodor Černych,  Jagiellonia
- 2017 - Fiodor Černych,  Jagiellonia
- 2018 - Arvydas Novikovas,  Jagiellonia
- 2019 - Ernestas Šetkus,  Hapoel Haifa
- 2020 - Arvydas Novikovas,  Legia Varsavia
- 2021 - Arvydas Novikovas,  Erzurumspor FK
- 2022 - Edvinas Gertmonas,  Žalgiris